# Edward Dorszewski

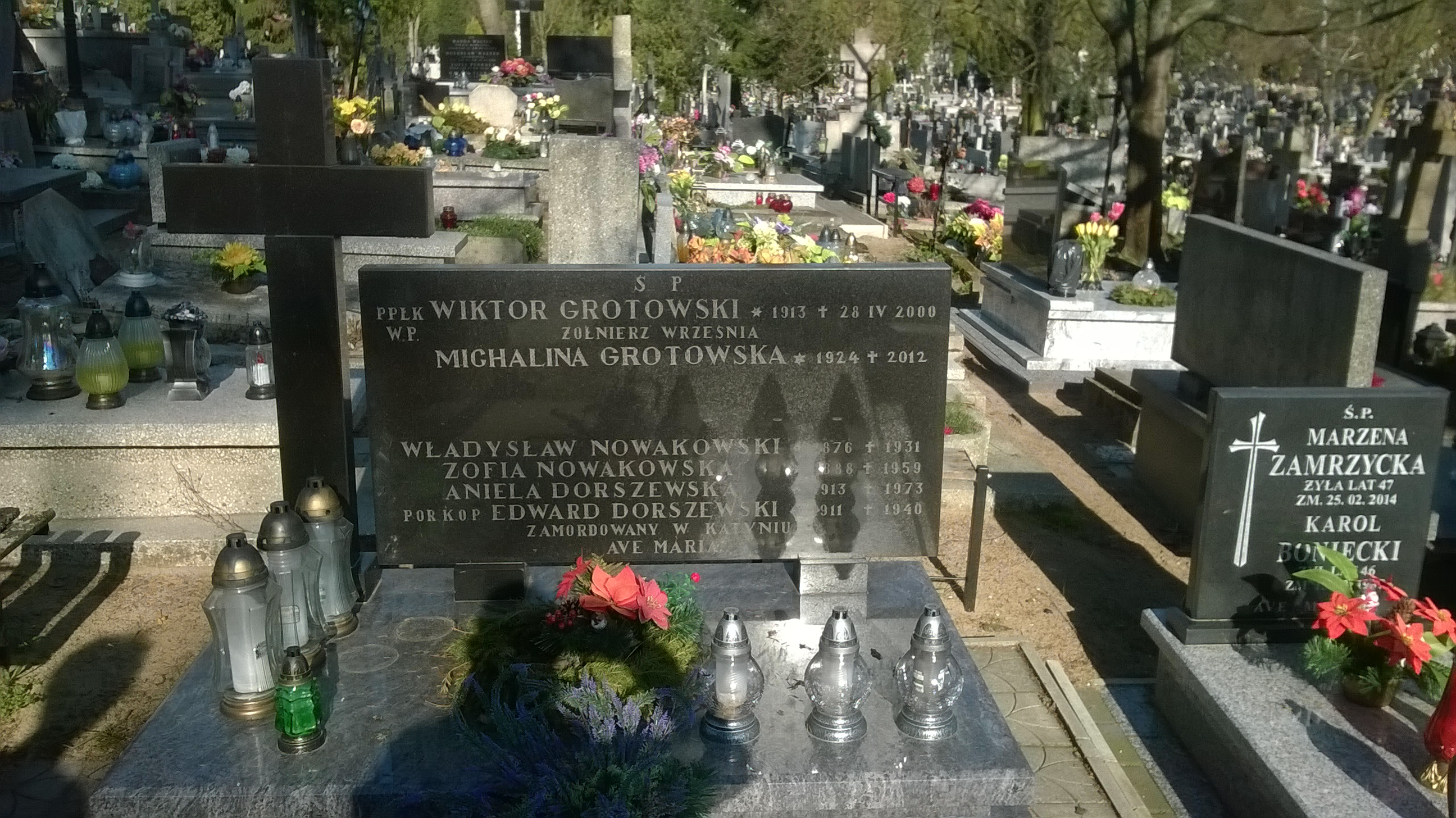
Symboliczne upamiętnienie por. Edwarda Dorszewskiego (cmentarz komunalny we Włocławku).

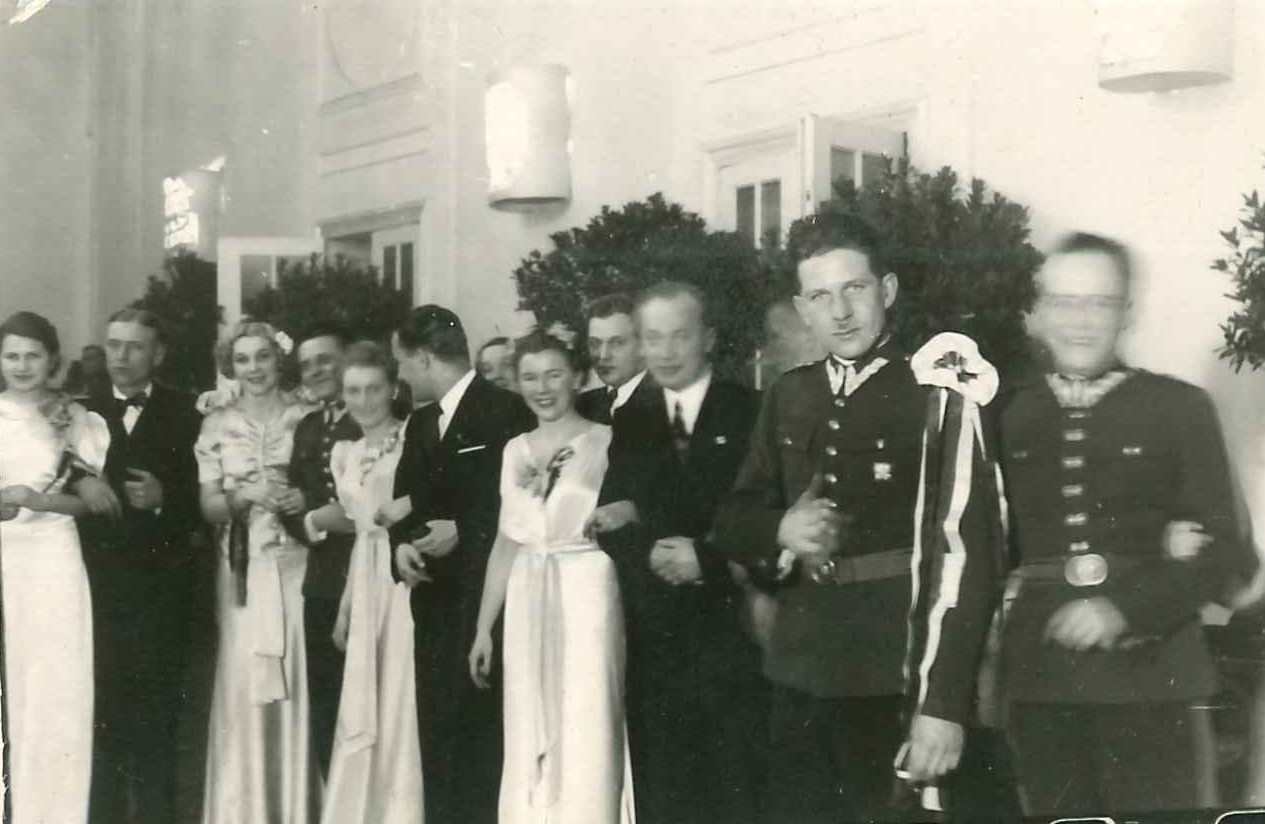
Por. Edward Dorszewski (drugi z prawej) na balu we Włocławku.

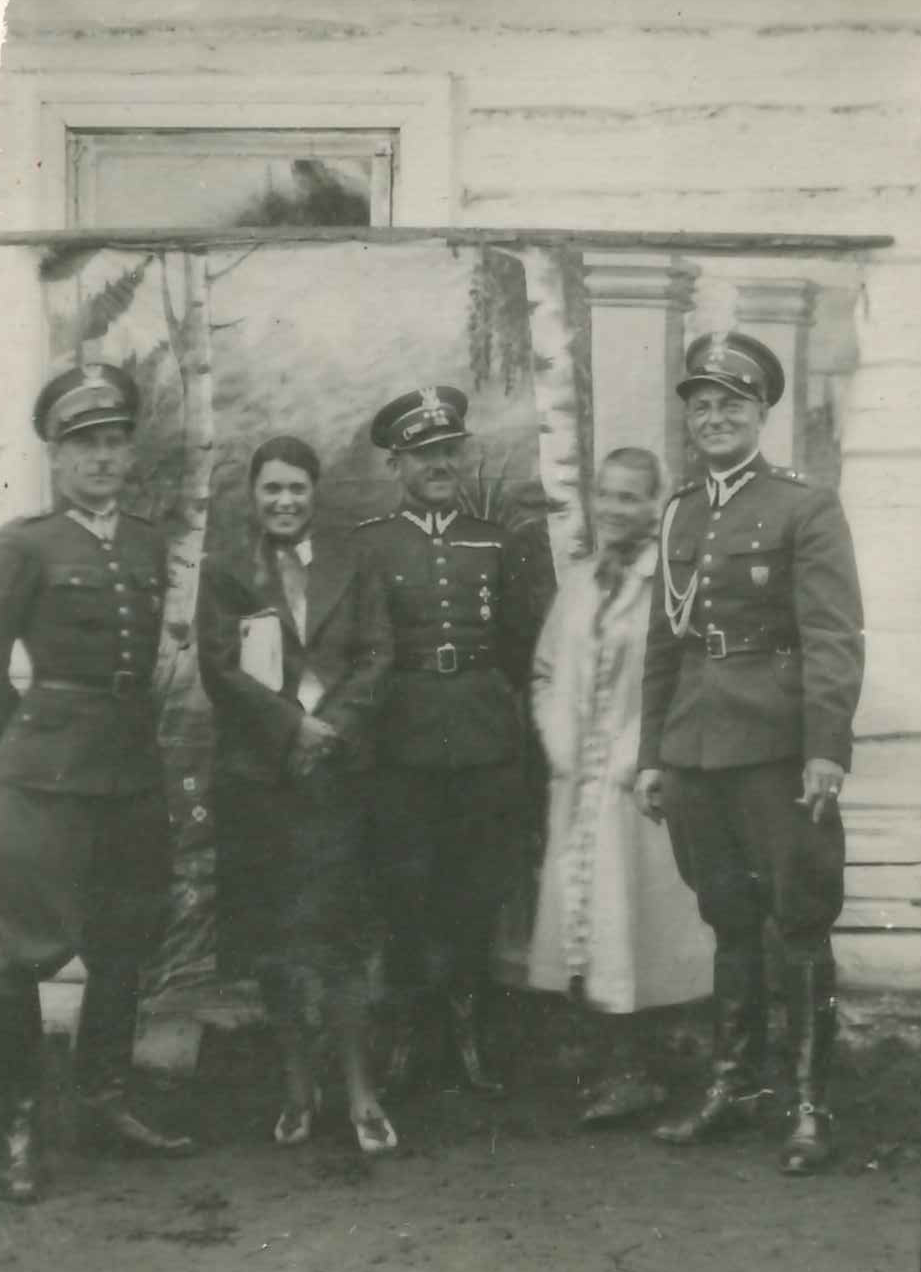
Kamień koło Iwieńca (30 lipca 1939). Oficerowie batalionu KOP „Iwieniec” - stoją od lewej: por. Edward Dorszewski, kpt. Jan Zygmunt Kosiaty i por. Jan Kulwieć (wszyscy zginęli w Katyniu).

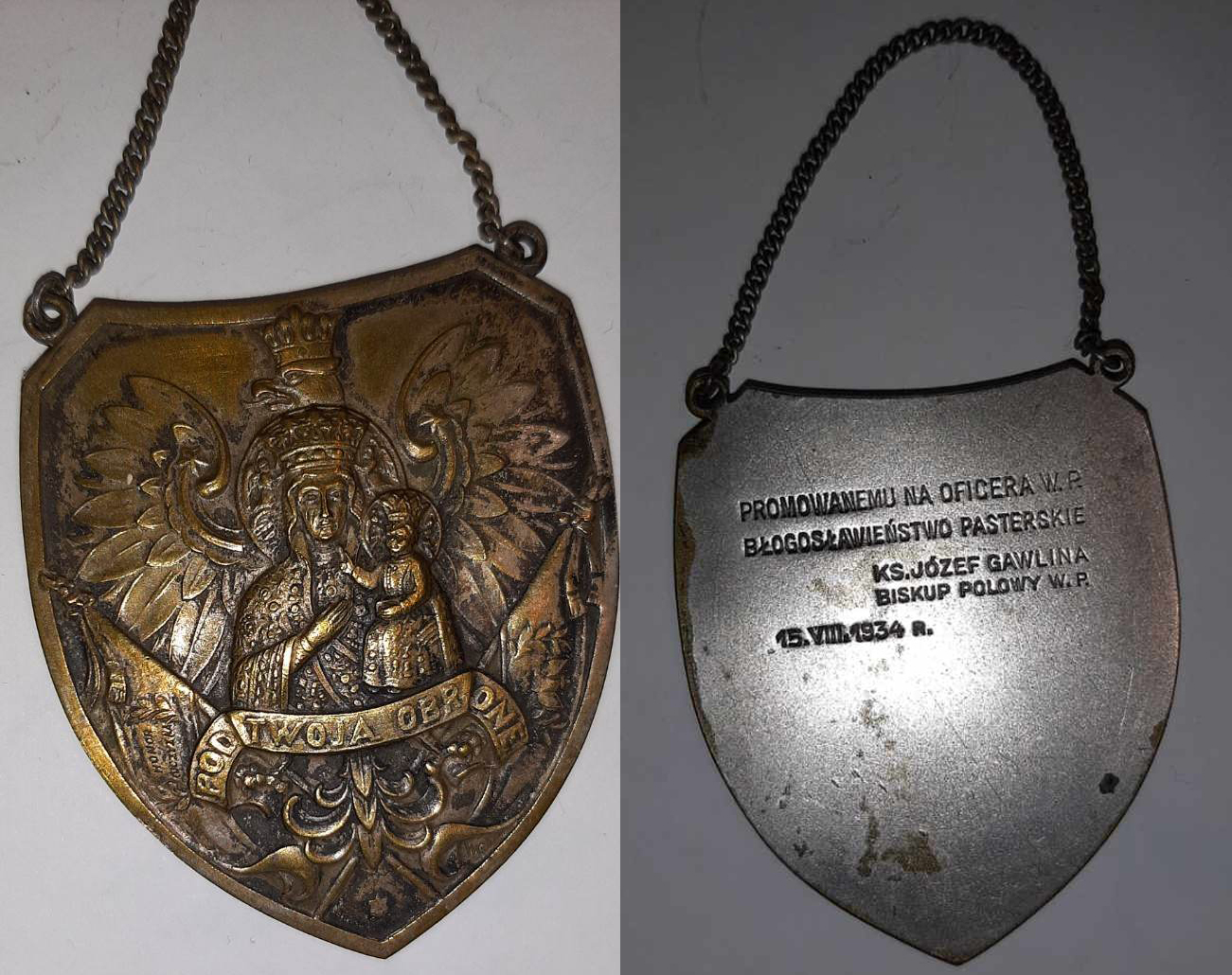
Ryngraf Edwarda Dorszewskiego otrzymany w dniu promocji na pierwszy stopień oficerski.

Edward Zygmunt Dorszewski (ur. 8 października 1911 w Powidzu pow. gnieźnieński, zm. w kwietniu 1940 w Katyniu) – porucznik piechoty Wojska Polskiego II Rzeczypospolitej, ofiara zbrodni katyńskiej.

## Życiorys
Urodzony w Powidzu (powiat gnieźnieński) jako syn Zygmunta i Heleny z domu Fechtmeyer. Rodzice po ślubie mieszkali w Czempiniu, a w roku 1911 przeprowadzili się do Powidza, gdzie ojciec prowadził restaurację oraz sklep z artykułami kolonialnymi. Podczas I wojny światowej ojciec został powołany do wojska i w październiku 1918 roku zmarł w szpitalu wojskowym w Gnieźnie. W roku 1920 matka wraz z dziećmi przeniosła się do Poznania. Z dniem 1 września 1926 r. Edward Dorszewski, po zdaniu egzaminów wstępnych, rozpoczął naukę w Korpusie Kadetów Nr 3 w Rawiczu, którą to szkołę ukończył zdając w 1932 roku egzamin maturalny. W roku 1931 jego matka przeniosła się do Grudziądza .
Po ukończeniu Korpusu Kadetów Nr 3 kontynuował edukację wojskową zostając absolwentem XI promocji Szkoły Podchorążych Piechoty w Ostrowi-Komorowie, w której kształcił się w latach 1932–1934. Po ukończeniu tej szkoły został, zarządzeniem Prezydenta Rzeczypospolitej Ignacego Mościckiego z dnia 4 sierpnia 1934 r., mianowany podporucznikiem w korpusie oficerów piechoty, ze starszeństwem z dnia 15 sierpnia 1934 r. i 184. lokatą. Następnie, zarządzeniem Ministra Spraw Wojskowych marszałka Józefa Piłsudskiego z dnia 15 sierpnia tegoż roku, wcielono ppor. Dorszewskiego do 14 pułku piechoty z Włocławka. 
Z dniem 1 września 1934 r. wyznaczony został na stanowisko dowódcy plutonu (był to pluton w 8 kompanii strzeleckiej III batalionu). Na dzień 5 czerwca 1935 r. Edward Dorszewski zajmował 802. lokatę łączną wśród podporuczników piechoty (była to jednocześnie nadal 184. lokata w swoim starszeństwie). 
Do stopnia porucznika awansowany został ze starszeństwem z dnia 19 marca 1938 r. i 188. lokatą w korpusie oficerów piechoty.
We włocławskim pułku służył do lata 1939 roku. W dniu 16 marca 1938 r. piastował stanowisko dowódcy plutonu w 1 kompanii 14 pp. Na dzień 23 marca 1939 r. nadal dowodził plutonem w 1 kompanii I batalionu 14 pp (dowódcą kompanii był por. Władysław Szelepin, a batalionem dowodził mjr Piotr Kunda), zajmując w tym czasie 184. lokatę wśród poruczników piechoty w swoim starszeństwie. Rozkazem organizacyjnym Nr 3 dowódcy 14 pułku piechoty z dnia 26 maja 1939 r. – por. Edward Dorszewski wyznaczony został (w zastępstwie) na stanowisko dowódcy 6 kompanii strzeleckiej II batalionu (etatowym dowódcą tej kompanii był kpt. Michał Naziembło, a batalionem dowodził mjr Jan Łobza).
Z dniem 1 lipca 1939 r. został przeniesiony do Korpusu Ochrony Pogranicza   i przydzielony do batalionu KOP „Iwieniec”. Na dzień 31 lipca tr. dowodził plutonem w kompanii ckm baonu „Iwieniec”. We wrześniu 1939 roku por. Edward Dorszewski był oficerem II batalionu 1 pułku piechoty KOP „Karpaty” (prawdopodobnie dowódcą kompanii). Po agresji ZSRR na Polskę w bliżej nieznanych okolicznościach dostał się do niewoli sowieckiej. Przebywał w obozie jenieckim w Kozielsku, z którego wysłał w dniu 4 lutego 1940 r. ostatni list do żony. Wiosną 1940 r. został zamordowany przez funkcjonariuszy NKWD w Katyniu. Pogrzebano go w bezimiennej mogile zbiorowej, gdzie od 28 lipca 2000 r. mieści się oficjalnie Polski Cmentarz Wojenny w Katyniu. W Lesie Katyńskim prowadzone były ekshumacje i prace archeologiczne. W 1943 r. jego ciało zostało zidentyfikowane w toku ekshumacji prowadzonych przez Niemców pod numerem 2064 – dosł. określony jako Doroszewski Edward. Przy jego zwłokach (zwłoki były w mundurze) znaleziono list, pocztówkę, różaniec i kartę z Włocławka (z dnia 24 lutego 1940). Figuruje na liście Komisji Technicznej PCK pod numerem 02064. 

## Rodzina
Edward Dorszewski miał dwie starsze siostry – Zofię (urodzoną w 1902 roku) i Apolonię (urodzoną w 1904 roku). Obie siostry narodziły się w wielkopolskim Czempiniu . Żoną Edwarda Dorszewskiego była Aniela z domu Nowakowska (ur. 3 kwietnia 1913 r. w Bydgoszczy, zm. 3 marca 1973 r. w Słupsku). 

## Upamiętnienie
Symboliczna płyta nagrobna zamordowanego przez NKWD porucznika Edwarda Dorszewskiego znajduje się na Cmentarzu Komunalnym we Włocławku, na grobie rodzinnym innego oficera 14 pułku piechoty – ppor./ppłk. LWP Wiktora Grotowskiego (sektor 82, rząd 7, grób 139).
W dniu 9 listopada 2007 roku w Warszawie, w trakcie uroczystości „Katyń Pamiętamy – Uczcijmy Pamięć Bohaterów”, odczytane zostało nazwisko zamordowanego przez Sowietów Edwarda Dorszewskiego.
Na odsłoniętej dnia 3 maja 2017 r. w Powidzu pamiątkowej tablicy, poświęconej poległym w czasie II wojny światowej mieszkańcom tego miasta, widnieje również nazwisko porucznika Edwarda Dorszewskiego . 

## Odznaczenia
- Krzyż Kampanii Wrześniowej 1939 r. – 1 stycznia 1986 r. (pośmiertnie)[26]
- Państwowa Odznaka Sportowa[27]
- Odznaka Strzelecka[27]
- Odznaka Pamiątkowa 14 Pułku Piechoty
- Honorowa Odznaka Szkoły Podchorążych Piechoty
- Odznaka Pamiątkowa 3 Korpusu Kadetów